# Simulium mutucuna
Simulium mutucuna är en tvåvingeart som beskrevs av Mello och Vieira da Silva 1974. Simulium mutucuna ingår i släktet Simulium och familjen knott. Inga underarter finns listade i Catalogue of Life.